# Haus der Begegnung (Pfaffenhofen an der Ilm)

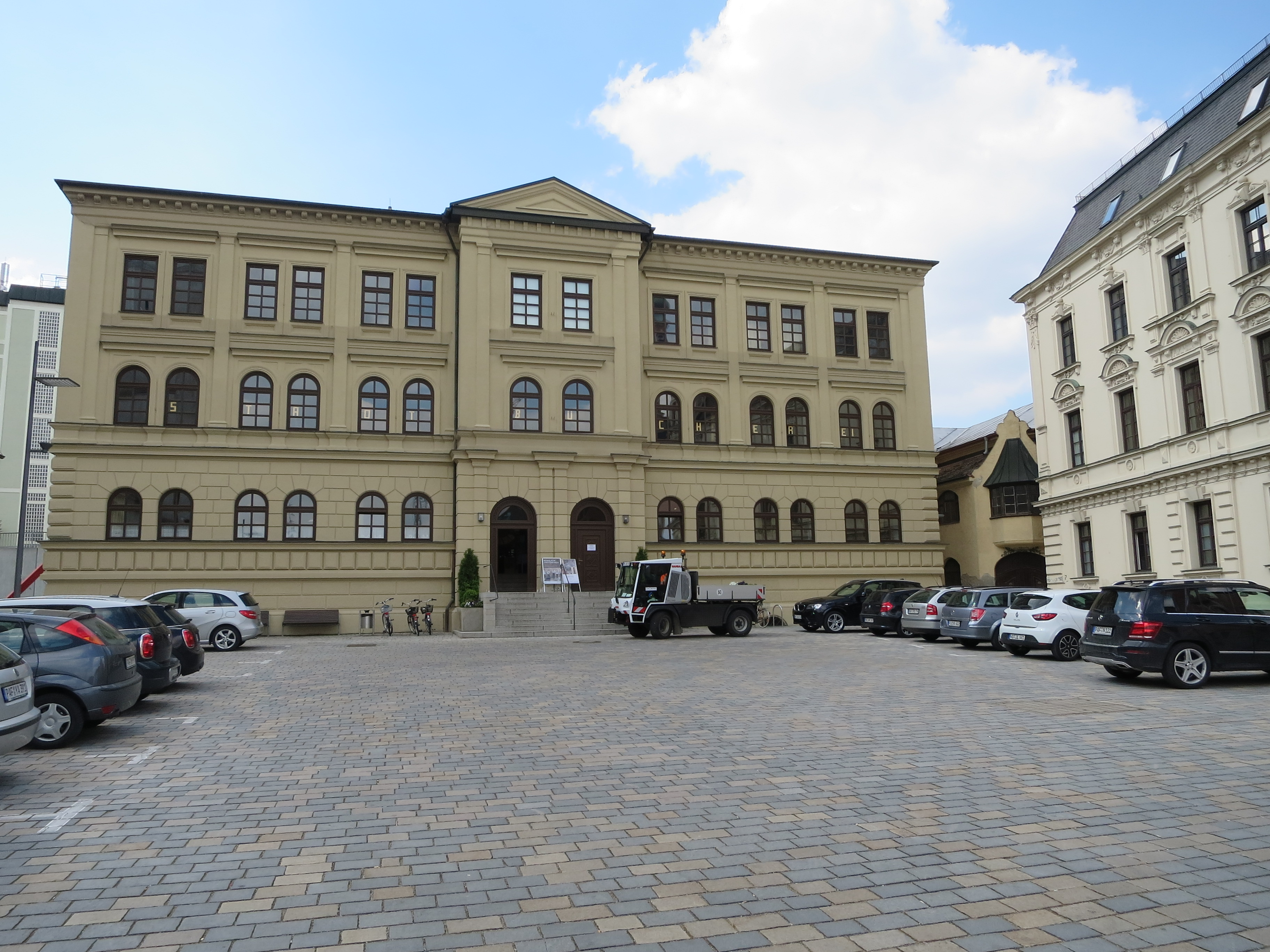
Ehemalige Mädchenschule, jetzt Haus der Begegnung

Am Hauptplatz 47 der Stadt Pfaffenhofen steht ein ehemaliges Schulhaus, das nach einem radikalen Umbau zum Haus der Begegnung geworden ist. Es ist ein freistehender, dreigeschossiger Flachwalmdachbau auf hohem Sockelgeschoss, der einen Mittelrisalit aufweist und dessen Fassadengliederung in Neurenaissance-Formen gestaltet ist. Es wurde im Jahre 1875–1879 erbaut und ist heute ein geschütztes Baudenkmal mit der Nummer D-1-86-143-43. Es bildet zusammen mit der Stadtpfarrkirche einen Gegenpol zum Rathaus am anderen Ende des Hauptplatzes.

## Geschichte des Mädchenschulhauses
Im Jahre 1869 beauftragte die königliche Regierung von Oberbayern das Bezirksamt Pfaffenhofen, hinsichtlich der Erbauung eines neuen Schulhauses Verhandlungen mit der Stadt einzuleiten. Fünf Jahre ruhte der Akt „Schulhausbau“. Als 1874 die Regierung das Bezirksamt daran erinnerte, den Schulhausbau sorgfältig im Auge zu behalten, beschlossen die Stadtväter, ein neues Schulgebäude zu errichten. Nach langer Standortsuche wurde die passende Stelle entdeckt, zur Verschönerung der Stadt sollte am oberen Hauptplatz bei der Stadtpfarrkirche gebaut werden.
Im November 1874 wurde das bei der Stadtpfarrkirche stehende Schwesternhaus abgebrochen; auch das Schulhaus, die ehemalige Engelkapelle, musste dem Neubau weichen. Im Februar 1875 begannen die Bauarbeiten. Im Dezember stand der Rohbau. Da das erste Darlehen fast aufgebraucht war, gab die Bayerische Vereinsbank ein zweites Darlehen.
Im südlichen Flügel waren die Unterrichtsräume für die Mädchen, die Schwesternwohnung sowie die Kinderbewahranstalt untergebracht. Der Nordflügel hatte drei Schulsäle für die Knaben, eine Hilfslehrerwohnung und einen Zeichensaal. Am 21. Juli 1879 feierte Domkapitular M. Ostermayr die erste heilige Messe in der Hauskapelle.
Nach Erbauung des Knabenschulhauses am Promenadeweg (heute Schulstraße) 1897/98 wurde aus dem „Städtischen Schulhaus“ das „Mädchenschulhaus“. Als solches diente es bis Ende 1965. Ein neues Mädchenschulhaus an der Niederscheyerer Straße trat an seine Stelle. Das alte Gebäude am Hauptplatz wurde renoviert und bis Juli 1976 der Realschule überlassen. Dann konnte auch die Realschule in einem Neubau umziehen.

## Umbau zum Haus der Begegnung

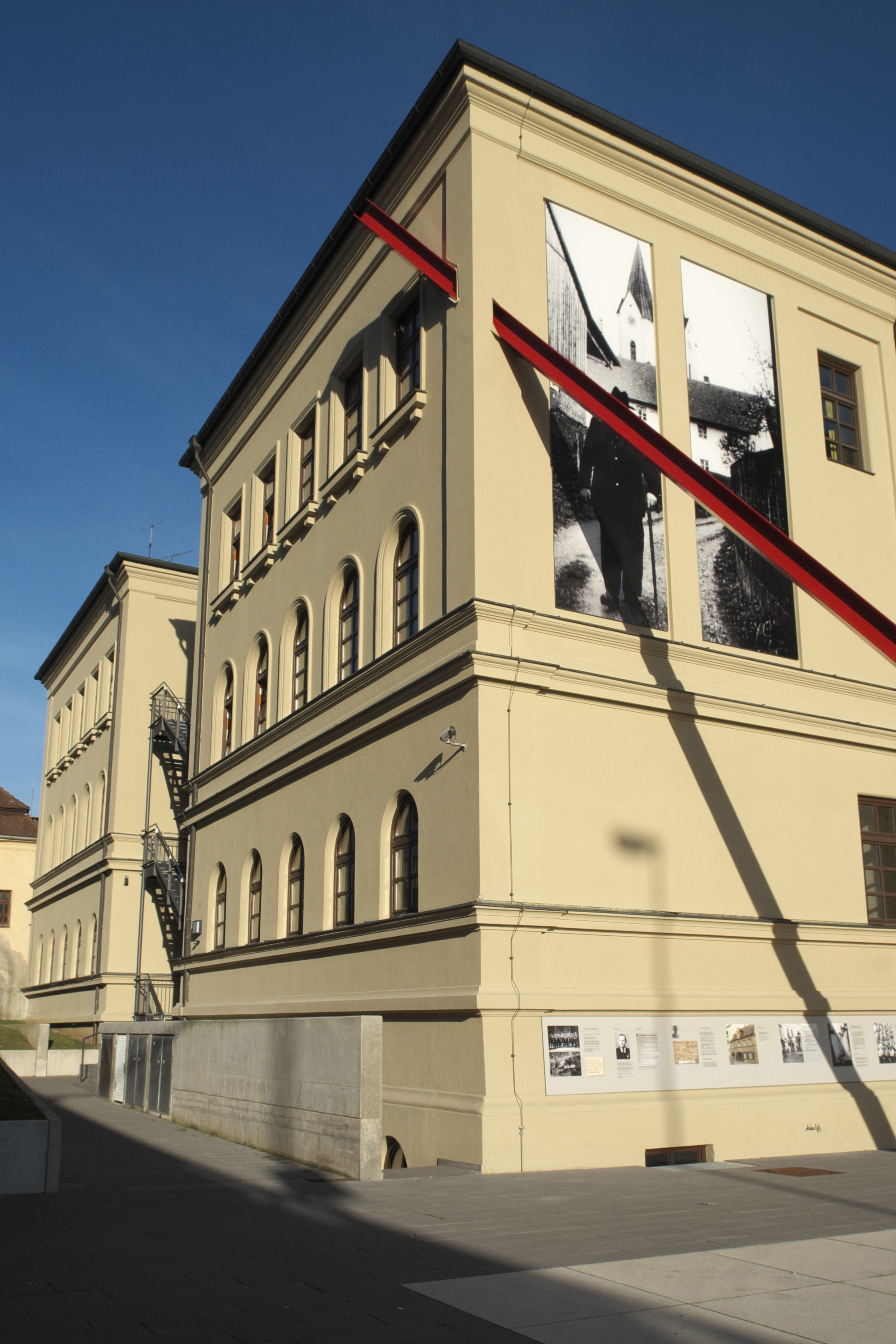
Rückseite des Hauses der Begegnung mit dem Denkmal

Der Stadtrat stand nun vor der schwierigen Aufgabe, das alte Schulhaus, das eine architektonische Dominante zum etwa gleichaltrigen Rathaus am unteren Hauptplatz darstellt, einer neuen Verwendung zuzuführen. Dass aus städtebaulichen und denkmalschützerischen Gründen das Äußere des Schulhauses möglichst nicht verändert werden sollte, stand von Anfang an außer Zweifel.
Während man eine Zeit lang die Einrichtung eines Jugendzentrums erwog, war man sich bald darin einig, die Pfarrbücherei und die Stadtbücherei zusammenzulegen und in dem zu renovierenden ehemaligen Schulhaus eine moderne Bücherei für die durch Eingemeindungen auf mehr als 15.000 Einwohner angewachsene Kreisstadt zu schaffen. Ein entsprechender Vertrag zwischen der Pfarrkirchenstiftung und der Stadt wurde 1976 vereinbart. Der Mangel an Übungs- und Veranstaltungsräumen für das kulturelle Leben in der Großgemeinde erleichterte dem Stadtrat die Entscheidung, worauf er am 15. Juli 1976 den entsprechenden Beschluss fasste. Die Planungsarbeiten wurden einem Ingenieurbüro aus Pfaffenhofen übertragen und mit den Bauarbeiten konnte am 26. September 1977 begonnen werden. Das Richtfest fand am 2. August 1978 statt.
Das Gebäude wurde bei diesem Umbau völlig ausgekernt; also sämtliche Wände, Decken, Treppenhäuser und das Dach wurden abgebrochen und nach den genehmigten Plänen neu erstellt. Die Fassade wurde belassen, der Vorplatz neu gestaltet. Die Gesamtkosten beliefen sich auf rund 2,6 Mio. DM. Nach zweijähriger Bauzeit konnte im Oktober 1979 das „Haus der Begegnung“ mit einer Festwoche eröffnet werden.

## Nutzung

### Einrichtungen im Haus der Begegnung
- Stadtbücherei
- Städtische Galerie
- Gäste- und Tourismusinformation
- Städtische Musikschule

### Abgehaltene Veranstaltungen
Seit 1979 sind im Haus der Begegnung verschiedene Gruppen, Vereine und andere Institutionen von Pfaffenhofen und der näheren Umgebung (zum Teil auch von auswärts) regelmäßig vertreten. Die Räumlichkeiten werden von Kindergruppen bis hin zu Seniorengruppen je nach Bedarf belegt. Es gibt
- Dia-, Film- und Videovorträge über verschiedene Themen
- Klassische und moderne Konzerte
- Ausstellungen aller Stilrichtungen
- Puppen-, Marionetten- und Märchenbühnen
- Theater- und Kabarettaufführungen (durch hiesige Laienspieler und Gastensembles)
- Basare
- Lesungen
- Volkshochschulkurse und Seminare
- Musikschulunterricht
- Empfänge
- Infoveranstaltungen und diverse Zusammenkünfte
- Gymnastik und Entspannung
- Kindertanzschule und Ballett[2]

## Denkmal im Außenbereich

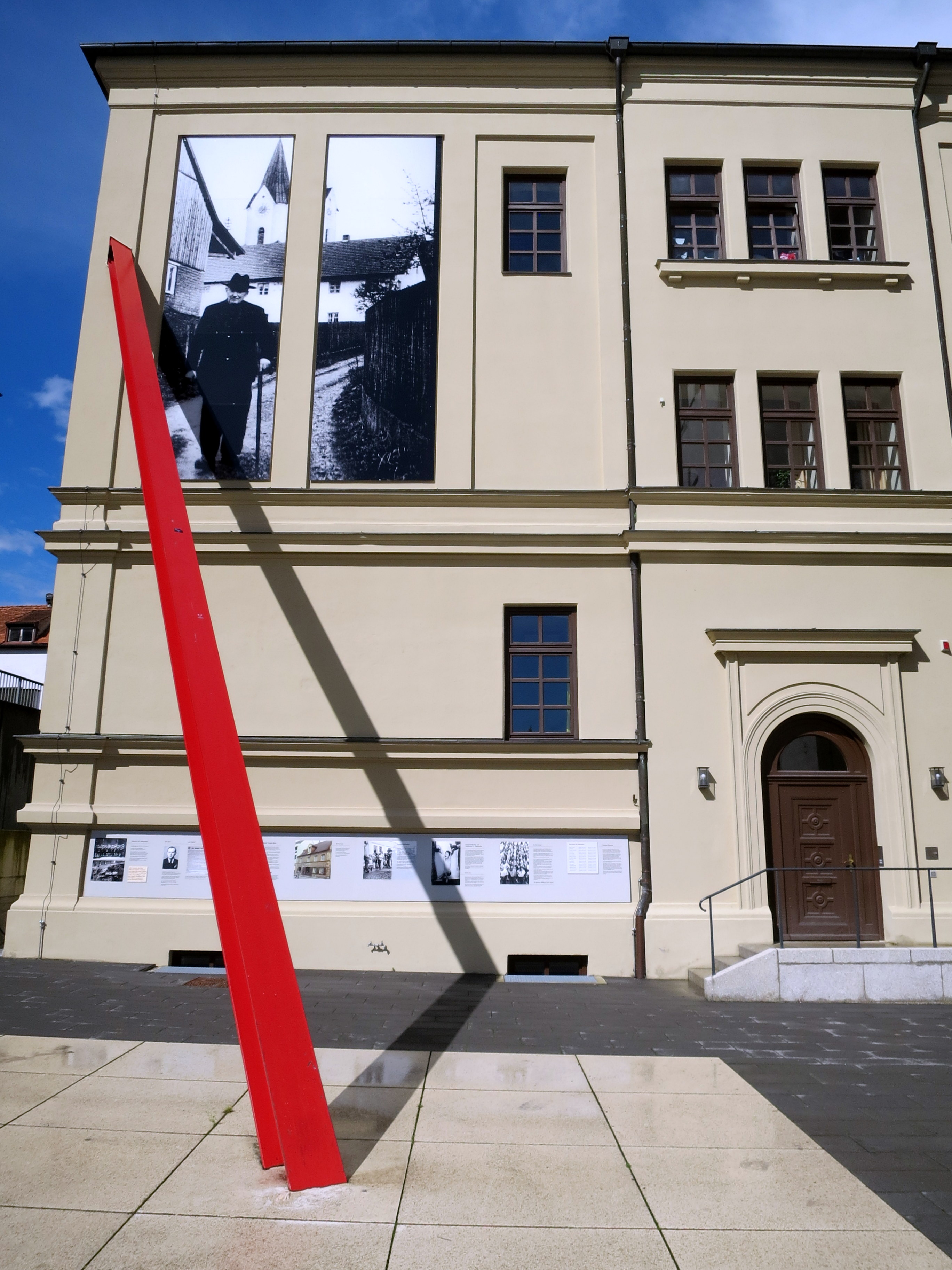
Das Denkmal

Seit 2014 gibt es auf der westlichen Außenfront das Denkmal für die Opfer des Nationalsozialismus. Es erinnert an die Verflechtungen von Pfaffenhofener Bürgern mit der nationalsozialistischen Herrschaft – als Täter und Mitmacher und als Opfer.